# River Subaya
Der River Subaya ist ein Fluss an der Ostküste von Dominica im Parish Saint Patrick.

## Geographie
Der River Subaya entspringt am Südhang der Grande Soufrière Hills (Morne Sinai) aus demselben Grundwasserleiter wie der Boetica River und ein Quellbach des Pointe Mulatre River, zu dem er weitgehend parallel verläuft. Er stürzt in steilem Lauf zunächst nach Süden, durchquert den westlichen Teil von Delicés und wendet sich dann, weitgehend parallel zum Pointe Mulatre River nach Osten, wo auch die Hauptstraße (Petite Savene Delicés Road) zwischen den beiden Flüssen verläuft. Von Delicés erhält er von Links und Norden Zufluss durch die Ravine Cresson. Er mündet bei Savane Mahaut nur wenige Meter nördlich des Pointe Mulatre River und genau südlich der Pointe Mulatre in der Pointe Mulatre Bay in den Atlantik.
Benachbarte Flüsse sind Ravine Grano Chemin im Norden und das Flusssystem des Pointe Mulatre River (White River) im Süden.